# Kulp, Diyarbakır
Kulp là một huyện thuộc tỉnh Diyarbakır, Thổ Nhĩ Kỳ. Huyện có diện tích 1610 km² và dân số thời điểm năm 2007 là 35464 người, mật độ 22 người/km².